# Fisklös
För fler sjöar med liknande namn, se Fisklösen
Fisklös är en sjö i Munkedals kommun i Bohuslän och ingår i Örekilsälvens huvudavrinningsområde. Sjön är 5,3 meter djup, har en yta på 0,0724 kvadratkilometer och är belägen 150,5 meter över havet. Fisklös ligger i Kynnefjäll Natura 2000-område.

## Delavrinningsområde
Fisklös ingår i det delavrinningsområde (651270-126553) som SMHI kallar för Ovan Hajumsälven. Medelhöjden är 128 meter över havet och ytan är 71,31 kvadratkilometer. Räknas de 26 avrinningsområdena uppströms in blir den ackumulerade arean 405,8 kvadratkilometer. Avrinningsområdets utflöde Örekilsälven mynnar i havet. Avrinningsområdet består mestadels av skog (56 procent), öppen mark (19 procent) och jordbruk (22 procent). Avrinningsområdet har 1,25 kvadratkilometer vattenytor vilket ger det en sjöprocent på 1,7 procent.